# Cadáver (película)
Cadáver (título en inglés: The Possession of Hannah Grace) es una película de terror sobrenatural dirigida por Diederik Van Rooijen. Esta protagonizada por Shay Mitchell, Kirby Johnson, Stana Katić, Grey Damon, y Nick Thune, y sigue a una expolicía que se encuentra envuelta en un caso sobrenatural mientras trabaja en una morgue.
La película fue producida por Broken Road Productions y fue estrenada en Estados Unidos el 30 de noviembre de 2018 por Screen Gems.

## Sinopsis
Un terrible exorcismo se descontrola y se cobra la vida de una joven. Meses después, Megan Reed está trabajando en el turno de noche en la morgue cuando durante una entrada le entregan un cadáver desfigurado. Encerrada sola dentro de los pasillos del sótano, Megan comienza a experimentar visiones horripilantes y a sospechar que el cuerpo puede estar poseído por una fuerza demoníaca despiadada. Aunque ella cree que es su imaginación porque ella piensa que "cuando te mueres, te mueres"

## Argumento
Durante un ritual de exorcismo, la poseída Hannah Grace casi mata al sacerdote estrangulándolo mientras está suspendido en el aire. Su padre, Grainger, luego la asfixia con una almohada. Mientras su padre solloza sobre su cadáver, una mosca se posa en su mano y se retuerce siniestramente.
Tres meses después, Megan Reed, una ex policía del Departamento de Policía de Boston, lucha contra la depresión y la adicción a las pastillas después de que un criminal al que no logró someter mató a tiros a su compañero de patrulla. La amiga de Megan, Lisa Roberts, le encuentra un trabajo de turno de noche en la morgue del Boston Metro Hospital, ubicada en un intimidante edificio de arquitectura brutalista (retratado por el Ayuntamiento de Boston). Durante el segundo turno de Megan, un hombre (más tarde identificado como Grainger) intenta agresivamente convencerla de que lo deje entrar al edificio, pero ella se lo niega e informa a los dos guardias de seguridad, Ernie Gainor y Dave. Sin embargo, poco después, Megan ayuda al técnico de emergencias médicas Randy a trasladar el cadáver de una joven brutalmente asesinada (más tarde identificada como el de Hannah Grace) al edificio y el hombre entra en secreto. Randy le dice a Megan que un hombre mató a Hannah a puñaladas y luego fue sorprendido en el acto tratando de quemar su cuerpo en un callejón.
Cuando Megan intenta tomar huellas dactilares y fotografiar el cadáver de Hannah, la cámara explota y las huellas dactilares resultan ilegibles para la computadora. Suceden otras cosas extrañas y Megan sospecha más del cadáver. Megan pronto se encuentra con Grainger tratando de arrastrar el cadáver de Hannah por el edificio. Junto a Ernie y Dave, Megan logra someter a Grainger. Este último grita que hay que quemar el cadáver de Hannah porque en realidad no está muerta, pero no lo escuchan y hacen que sea arrestado por la policía.
El exnovio de Megan, Andrew Kurtz, todavía trabaja como oficial y acude a la escena. Acepta ayudar a Megan a identificar el cadáver. Poco después, Andrew le dice a Megan que Hannah Grace había muerto tres meses antes y le pregunta a Megan si las huellas dactilares dadas eran de Hannah. Megan lo confirma y Andrew piensa que tal vez haya algún error en los datos de la computadora. Mientras tanto, Hannah mata a Dave levantándolo telequinéticamente por el techo hasta su cajón refrigerado en la morgue, donde le rompe el cuerpo. Poco después, Megan se da cuenta de que algunas de las heridas de Hannah faltan, como si se hubieran curado por sí solas. Al investigar las imágenes de seguridad, Megan vislumbra el cadáver de Hannah arrastrándose por el edificio. Le muestra las imágenes a Lisa, quien no le cree y la acusa de haber recaído en su adicción a las pastillas. Lisa es asesinada por Hannah poco después. Cuando Randy regresa a la morgue para entregar otro cadáver, Megan le muestra a Randy el cuerpo curativo de Hannah.
Después de que Randy sale de la morgue, Megan se da cuenta de que el ascensor se cierra solo y baja. Megan investiga las imágenes de seguridad y vislumbra el cuerpo de Hannah arrastrándose dentro del ascensor. Ella corre hacia la bahía de acceso para advertir a Randy, pero Hannah ya lo mató. De repente, Andrew llama a Megan para advertirle que Grainger escapó de la custodia policial después de matar a los dos agentes que lo transportaban. Momentos después, Grainger obliga a Megan a llevarlo al cuerpo de Hannah a punta de pistola. Grainger le explica a Megan que él es el padre de Hannah. Él le dice que numerosos exorcismos fracasaron porque el demonio que la poseía era demasiado fuerte y que puede poseer el cuerpo de Hannah después de su muerte matando personas para curarse a sí mismo. Él le dice que Hannah tenía depresión y empeoró hasta que el demonio pudo entrar en el cuerpo de Hannah. El color de ojos azules es el signo del demonio que posee a Hannah. Grainger se pregunta por qué Hannah mató a Dave y Lisa, pero no a Megan. Megan acepta ayudar a Grainger a incinerar a Hannah, pero se reanima y empuja a Grainger al fuego. Luego encierra a Megan dentro de su cajón refrigerado.
Andrew y Ernie acuden en ayuda de Megan. Hannah mata a Ernie y luego intenta matar a Andrew, pero Megan se obliga a mantener la calma. Ella toma el arma de fuego de Andrew y le dispara a Hannah, luego la arrastra al crematorio mientras Andrew pide refuerzos. Después de una breve lucha ante el incinerador, Megan empuja a Hannah al fuego.
Megan cuenta cómo logró mantenerse limpia durante más de dos meses. Mientras mira su reflejo en el espejo, una mosca se posa en la superficie del espejo. Megan lo aplasta con la mano.

## Reparto
- Shay Mitchell como Megan Reed, una ex policía con problemas que hace el turno de noche en una morgue.
- Kirby Johnson como Hannah Grace, una chica poseída y resucitada por demonios.
- Grey Damon como Andrew Kurtz, un oficial de policía y exnovio de Megan.
- Stana Katic como Lisa Roberts, enfermera y amiga de Megan.
- Nick Thune como Randy, paramédico y amigo de Megan.
- Jacob Ming-Trent como Ernie Gainor, guardia de seguridad del hospital.
- Max McNamara como Dave, un guardia de seguridad del hospital que está enamorado de Megan.
- Louis Herthum como Grainger Grace, el padre de Hannah Grace.

## Producción

### Desarrollo
El 23 de marzo de 2016, se anunció que Screen Gems contrató a Diederik Van Rooijen para dirigir el thriller de terror Cadaver desde un guion de Brian Sieve, y que Todd Garner y Sean Robins la producirían a través de Broken Road Productions. La película fue originalmente titulada Cadaver.

### Reparto
El 6 de junio de 2016, Shay Mitchell se unió al elenco principal para interpretar a Megan Reed, y el 28 de octubre, Stana Katic también se incorporó a la película junto a Grey Damon, Nick Thune, Jacob Ming-Trent, Max McNamara, Louis Herthum y Kirby Johnson.

### Rodaje
La fotografía principal de la película comenzó el 8 de noviembre de 2016, en Boston, Massachusetts, con el equipo de producción incluyendo al director de fotografía Lennert Hillege, el diseñador de producción Paula Loos, y la diseñadora de vestuario Deborah Newhall. La filmación también tendría lugar en New England Studios en Devens, Massachusetts.

## Estreno
La película fue estrenada en Estados Unidos el 30 de noviembre de 2018.

## Recepción
The Possession of Hannah Grace ha recibido reseñas generalmente negativas de parte de la crítica y de la audiencia. En el sitio web especializado Rotten Tomatoes, la película posee una aprobación de 21%, basada en 57 reseñas, con una calificación de 4.2/10 y con un consenso que dice: "The Possession of Hannah Grace finge un verdadero horror solo lo suficiente para ofrecer pistas de la película que debería haber sido -- y frustrar aún más a los espectadores que buscan un buen susto." De parte de la audiencia tiene una aprobación de 27%, basada en más de 500 votos, con una calificación de 4.2/5.
El sitio web Metacritic le ha dado a la película una puntuación de 37 de 100, basada en 10 reseñas, indicando "reseñas generalmente desfavorables". Las audiencias encuestadas por CinemaScore le han dado a la película una "C-" en una escala de A+ a F, mientras que en el sitio IMDb los usuarios le han dado una calificación de 5.2/10, sobre la base de 23 418 votos. En la página FilmAffinity la cinta tiene una calificación de 4.5/10, basada en 3534 votos.